# Tributylzinnhydrid
Tributylzinnhydrid (TBTH) ist eine metallorganische Verbindung des Zinns und eine Tributylzinn-Verbindung.

## Gewinnung und Darstellung
Die Verbindung kann durch Umsetzung von Tributylzinnchlorid mit Natriumborhydrid in einer Stickstoffatmosphäre gewonnen werden:
{\displaystyle {\ce {2 (C4H9)3SnCl + 2 NaBH4 -> 2 (C4H9)3SnH + B2H6 + 2 NaCl}}}

## Eigenschaften
Tributylzinnhydrid ist eine farblose, giftige Flüssigkeit. Die Sn–H-Bindung im TBTH ist mit 310 kJ/mol recht schwach, so dass sie leicht homolytisch gespalten werden kann.

## Verwendung

### Synthetische Anwendung
Mit Azobis(isobutyronitril) (AIBN) als Radikalstarter wird TBTH in der Barton-McCombie-Reaktion und der Barton-Decarboxylierung eingesetzt. Diese beiden vom englischen Nobelpreisträger Derek H. R. Barton entdeckten Reaktionen ermöglichen die Umsetzung von Alkoholen, bzw. Säurehalogeniden in ihre entsprechenden Alkane.
Eine weitere interessante Reaktion ist die reduktive Dehalogenierung von Halogenalkanen, die auch oft in Verbindung mit einer anschließenden intramolekularen radikalischen Cyclisierung des gebildeten Alkylradikals synthetischen Nutzen findet.
TBTH wird auch oft zur Synthese der zur Stille-Kupplung benötigten Zinn-Organyle verwandt.

## Nachweis
Organozinnhydride wie TBTH lassen sich im Infrarotspektrum einfach an einer ausgeprägten Sn-H-Bande im Bereich von 1800 bis 1880 cm−1 identifizieren.